# Конират (Уїльський район)
Конира́т (каз. Қоңырат) — село у складі Уїльського району Актюбінської області Казахстану. Входить до складу Саралжинського сільського округу.
Населення — 53 особи (2021; 87 у 2009, 148 у 1999, 181 у 1989).